# Finnur Helmsdal
Finnur Mikkjalsson Helmsdal (* 20. April 1952 in Tórshavn, Färöer; † 5. Dezember 2008 ebenda) war ein färöischer Politiker der linken Republikaner (Tjóðveldisflokkurin).
Finnur war der Sohn von Olivia Petrina und Mikkjal Á. Helmsdal. Verheiratet war er mit Jórun Højgaard aus Vestmanna. Zusammen haben sie vier Kinder und lebten in Hoyvík.
Helmsdal machte 1980 seinen Abschluss als Sozialarbeiter und 1998 seinen MA in Geschichte und Kulturgeschichte. Er arbeitete nicht nur in diversen sozialen Einrichtungen, insbesondere mit Behinderten und auf gesamtnordischer behindertenpolitischer Ebene, sondern nebenher auch als Sportjournalist. So ist er Autor des Standardwerks über das Fußballländerspiel Färöer-Österreich 1990 (siehe dort).
1998–2002 war Helmsdal als Vertreter für Høgni Hoydal Mitglied des Løgtings. Von 2004 bis Januar 2008 saß er wieder für seine Partei im Parlament. Zusammen mit Parteikollegin Annita á Fríðriksmørk war er der Initiator des Antidiskriminierungsgesetzes der Färöer, das seit 2006 ausdrücklich auch Homosexuelle schützt.
Finnur Helmsdal starb am 5. Dezember 2008 in Tórshavn an Krebs.

## Werke
- 1991 – Reytt, blátt og hvítt (u. a. über das Fußballländerspiel Färöer-Österreich 1990)
  - 1992 – Red, blue and white. The Faroes and the European championships 1992
- 1998 – Í altjóða fótbólti í 10 ár